# メソダーモケリス
メソダーモケリス (学名: Mesodermochelys)は、中生代白亜紀後期の約8,000万年前 - 7,000万年前に生息していたウミガメの絶滅した属。爬虫綱 - カメ目 - ウミガメ上科 - オサガメ科に属する。学名は中生代 (Mesozoic) のオサガメ (Dermochelys) の意。

## 形態
甲長は原記載時点で最大150cm、最大級の標本は甲長2mほどに達すると推測される大型のウミガメ。上腕骨の外側突起が発達するなどオサガメ科独特の特徴を持つ。しかし、現生のオサガメや新生代の属などとは異なり骨質の甲羅はそれほど退化していない。ただし、鱗板の痕跡である鱗板溝は背甲の中央に僅かに見られるだけであった。この属の特徴的な形質としては、背甲の周縁、縁版の内側が波打った様な形状となっている事が挙げられる。頭部はプロトステガ科に似ており、現生のオサガメの様なクラゲ食特化ではなく魚を始めとする様々な動物質を摂食していたと思われる。

## 分布・沿革
メソダーモケリス・ウンデュラータス Mesodermochelys undulatus の化石は、旧穂別町のマーストリヒチアン前期の函淵層群で発見され、帝京科学技術大学の平山廉と穂別町立博物館の地徳力により1996年に新属として報告された。平山は、そのほか洲本市、旧塩江町のマーストリヒチアン前期の和泉層群、中川町のカンパニアン前期の蝦夷層群から発見された化石についても同種であると主張している。
日本以外から本属の化石が発見されていなかったことから、日本近海の固有種であったと考えられていた。しかし、2024年の研究においてチリから本属とみられる化石が記載され、本属が南半球まで分布を広げていた可能性が示された。また、日本において同時代に他のウミガメ化石の発見が少ないことから、日本近海における優占種であったと考えられている。